# Ian Baker-Finch
Ian Baker-Finch (korrekt: Michael Ian Baker-Finch) (* 24. Oktober 1960 in Nambour, Australien) ist ein australischer Profigolfer, der vor allem durch den Sieg bei der Open Championship (British Open) im Jahr 1991 bekannt wurde.

## Golfkarriere
Ian Baker-Finch wurde 1979 Profi. Er sagt, sein Spiel basiere auf dem Buch Golf My Way (Golf, mein Weg) von Jack Nicklaus. Er begann seine Profilaufbahn auf der PGA Tour of Australasia und gewann sein erstes Turnier im Jahre 1983: die Neuseeland Open. Dieser Sieg berechtigte ihn, an den British Open 1984 teilzunehmen. Er machte Schlagzeilen, weil er nach drei Runden führte, dann aber nach einer katastrophalen vierten Runde mit einem Score von 79 nur Neunter wurde.
Auf der European Tour gewann er 1985 die Scandinavian Enterprise Open und kam 1985 und 1986 unter die besten 20 der Order of Merit. Während des hiesigen Winters nahm er weiterhin an der PGA Tour of Australasia teil, gewann dort einige Titel und spielte gelegentlich auch auf der Japan Golf Tour.
Ab 1985 spielte Baker-Finch auf der PGA Tour, für die er sich als Drittplatzierter der World Series of Golf bis 1989 qualifiziert hatte. Seinen ersten PGA-Tour-Sieg errang er 1989, die Southwestern Bell Colonial, was ihn für weitere zwei Jahre berechtigte, an der Tour teilzunehmen. 1990 erreichte Baker-Finch mit drei 2. Plätzen und zwei 3. Plätzen den 16. Platz der Geldrangliste.
Ungeachtet seiner beständigen Karriere mit Siegen auf vier Kontinenten, zählte Baker-Finch nicht zur allerersten Golfelite und galt bei seinem Major-Turnier-Sieg 1991, den British Open, bei denen er Mike Harwood mit zwei Schlägen bezwang, als Überraschungssieger. In diesem Jahr belegte er drei weitere 2. Plätze und qualifizierte sich erneut für die Tour Championship als 13. der der Geldrangliste. Außerdem war er zeitweilig unter den Top Ten der offiziellen Golfweltrangliste.
Baker-Finch’s Sieg bei den British Open hätte Ansporn und Herausforderung sein können, um prestigeträchtige Titel zu erringen. Das war aber nicht der Fall. Obwohl er berechtigt war bis 2001 auf der PGA Tour zu spielen, konnte er außer einem 2. Platz in der Players Championship 1992 nicht mehr an seine Erfolge anknüpfen. In den Jahren 1992 und 1993 gewann er unbedeutende Titel außerhalb der USA und seine Erfolgskurve nahm rapide ab. Er verlor an Selbstvertrauen und sein letzter Erfolg war im Jahre 1994 ein geteilter 10. Platz bei den US-Masters. Baker-Finch’s Leistungen erlitten einen unglaublichen Abfall, der psychologisch bedingt war. Trotz bester Trainingsleistungen schlug er z. B. seinen Ball auf dem 1. Abschlag auf das falsche Fairway oder wie 1995 bei den Open Championship in St. Andrews den ersten Ball bekanntermaßen gleich ins Aus. 1995 und 1996 verfehlte er bei allen 29 PGA-Turnieren, bei denen er antrat, entweder den Cut, zog nach der ersten Runde zurück, oder wurde disqualifiziert. Als er 1997 bei den British Open in der ersten Runde 92 Schläge benötigte – ein katastrophales Ergebnis für einen Golfprofi – zog er zurück und verabschiedete sich vom Turniergolf. Das einzige PGA Turnier, an dem er nach 1997 noch teilnahm, war 2001 die MasterCard Colonial, wo er jedoch mit Runden von 74 und 77 den Cut verpasste.
Baker-Finch plant, nach seinem 50. Geburtstag im Jahre 2010 an der Champions Tour für Senioren teilzunehmen.

## Golfkommentator
In den Folgejahren war Baker als Sportkommentator tätig und kommentierte und analysierte Golfturniere: von 1998 bis 2006 für ABC-Sport und anschließend für CBS-Sport. Bei den Sendern war er als „Finchy“ bekannt.

## Präsidenten-Cup
Im Jahr 1996 fungierte Ian Baker-Finch als Co-Captain bei Peter Thomson beim Präsidenten-Cup und in den Jahren 2003, 2005 und 2007 als Assistent von Gary Player, der Captain des internationalen Teams war. Im Januar 2008 schloss er sich einer Gruppe um Gary Player als Charity-Veranstalter und Golfplatz-Designer an, z. B.: The Desert Course at Arabian Ranches.

## Ergebnisse bei Major-Turnieren
| Tournament            | 1984 | 1985 | 1986 | 1987 | 1988 | 1989 | 1990 | 1991 | 1992 | 1993 | 1994 | 1995 | 1996 | 1997 |
| --------------------- | ---- | ---- | ---- | ---- | ---- | ---- | ---- | ---- | ---- | ---- | ---- | ---- | ---- | ---- |
| The Masters           | DNP  | CUT  | DNP  | DNP  | DNP  | DNP  | CUT  | T7   | T6   | T54  | T10  | CUT  | CUT  | DNP  |
| U.S. Open             | DNP  | DNP  | DNP  | DNP  | DNP  | DNP  | DNP  | T44  | T13  | T19  | CUT  | CUT  | CUT  | DNP  |
| The Open Championship | T9   | T20  | CUT  | CUT  | CUT  | T30  | T6   | 1    | T19  | T70  | CUT  | CUT  | CUT  | WD   |
| PGA Championship      | DNP  | DNP  | DNP  | DNP  | DNP  | T34  | T57  | CUT  | T69  | 66   | CUT  | CUT  | DNP  | DNP  |

DNP = Nicht teilgenommen (Did not play)

WD = Zurückgezogen (Withdrew)

CUT = Cut verfehlt

„T“ zeigt einen geteilten Platz an

Grüner Hintergrund: Siege

Gelber Hintergrund: Top-Ten

## Siege als Profi (16)

### PGA-Tour-Siege (2)
- 1989: Southwestern Bell Colonial
- 1991: The Open Championship

### European-Tour-Siege (2)
- 1985: Scandinavian Enterprise Open
- 1991: The Open Championship

Major-Siege in fett.

### PGA-Tour-of-Australasia-Siege (10)
- 1983: Neuseeland Open
- 1984: Western Australia Open
- 1985: Queensland PGA, Victorian Open
- 1987: Australian Match Play Championship
- 1988: Australian Masters
- 1990: Coolum Classic, Queensland Open
- 1992: Vines Classic
- 1993: Australian PGA Championship

### Japan-Golf-Tour-Siege (2)
- 1987: Golf Digest Tournament
- 1988: Pocari Sweat Open, Bridgestone ASO Open

## Trivia
Als Baker-Finch 2007 für CBS das Barclays-Turnier kommentierte, traf der Annäherungsschlag von Rich Beem geradewegs seine Wange und knockte ihn aus, so dass er hinter dem Grün zu Boden fiel. Noch bevor Beem seinen Ball erreichte, war er jedoch wieder fit.